# Lake Cavanaugh
Lake Cavanaugh és una concentració de població designada pel cens dels Estats Units a l'estat de Washington. Segons el cens del 2000 tenia 112 habitants.

## Demografia
Segons el cens del 2000, Lake Cavanaugh tenia 122 habitants, 58 habitatges, i 41 famílies. La densitat de població era de 54,1 habitants per km².
Dels 58 habitatges en un 10,3% hi vivien nens de menys de 18 anys, en un 70,7% hi vivien parelles casades, en un 0% dones solteres, i en un 27,6% no eren unitats familiars. En el 25,9% dels habitatges hi vivien persones soles el 3,4% de les quals corresponia a persones de 65 anys o més que vivien soles. El nombre mitjà de persones vivint en cada habitatge era de 2,1 i el nombre mitjà de persones que vivien en cada família era de 2,43.
Per edats la població es repartia de la següent manera: un 9,8% tenia menys de 18 anys, un 5,7% entre 18 i 24, un 11,5% entre 25 i 44, un 55,7% de 45 a 60 i un 17,2% 65 anys o més.
L'edat mediana era de 54 anys. Per cada 100 dones de 18 o més anys hi havia 129,2 homes.
La renda mediana per habitatge era de 66.250 $ i la renda mediana per família de 95.012 $. Els homes tenien una renda mediana de 35.096 $ mentre que les dones 0 $. La renda per capita de la població era de 32.195 $. Cap de les famílies estaven per davall del llindar de pobresa.

## Poblacions més properes
El següent diagrama mostra les poblacions més properes.